# Harrogate
Harrogate és una ciutat d'Anglaterra a la regió de Yorkshire. La seva població era de 71.594 habitants en el cens del 2001.

## Història

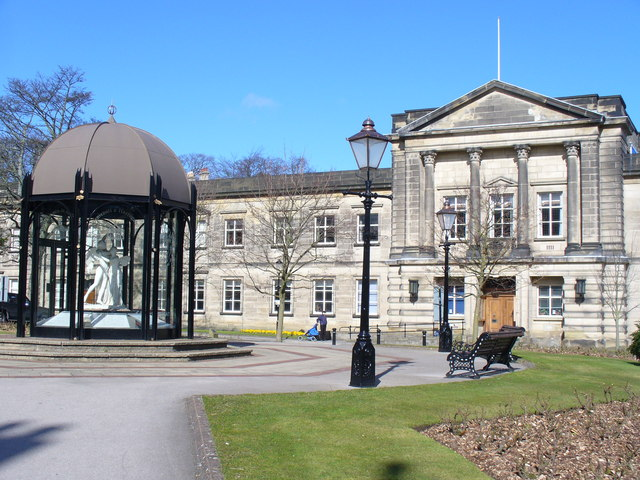
Casa de la vila

El 1596, el metge Timothy Bright va proclamar les qualitats curatives de les aigües minerals de la Tewit Well de Harrogate; posteriorment, hom descobrí diverses altres fonts d'aigües medicinals als voltants.

## Eurovisió 1982
La ciutat va acollir el Festival de la Cancó d'Eurovisió 1982, amb el lema Where's Harrogate?(A on és Harrogate?).

## Ciutats agermanades
- Bagnères-de-Luchon, França.
- Harrogate, Tennessee, Estats Units.
- Wellington, Nova Zelanda.